# Коланы (Аджикабульский район)
Коланы (азерб. Kolanı) — село в Абдулянском административно-территориальном округе Аджикабулского района Азербайджана.

## Этимология
Название происходит от огузского племени коланы.

## История
Кочевье Келаны в 1886 году согласно административно-территориальному делению Бакинской губернии относилось к Абдульянскому сельскому обществу Джеватского уезда.
К 1911 году Келаны уже относилось к Шемахинскому уезду.
В 1926 году согласно административно-территориальному делению Азербайджанской ССР село относилось к дайре Сабир-Абад Сальянского уезда.
После реформы административного деления и упразднения уездов в 1929 году был образован Абдулянский сельсовет в Карасуинском районе Азербайджанской ССР. Позже район упразднен, село вошло в состав Али-Байрамлинского района, но в 1939 году село передано в состав Кази-Магомедского района.
4 декабря 1959 года Кази-Магомедский район ликвидирован, а село передано в состав Сабирабадского района.
Согласно административному делению 1961 и 1977 года село Коланы входило в Абдулянский сельсовет Сабирабадского района Азербайджанской ССР.
24 апреля 1990 года село передано в состав новообразованного Аджикабулского района.
В 1999 году в Азербайджане была проведена административная реформа и внутри Абдулянского административно-территориального округа был учрежден Коланинский муниципалитет Аджикабулского района. В 2009 году Коланинский муниципалитет был упразднен, село передано в состав Абдулабадского.

## География
Коланы расположены на левом берегу реки Кура.
Село находится в 3 км от центра АТО Абдулабад, в 31 км от райцентра Аджикабул и в 144 км от Баку. Ближайшая железнодорожная станция — Карасу (Гаджиево).
Село находится на высоте 18 метров ниже уровня моря.

## Население
| Численность населения | Численность населения | Численность населения | Численность населения |
| 1886                  | 1980                  | 1999                  | 2009                  |
| --------------------- | --------------------- | --------------------- | --------------------- |
| 2191                  | ↘1246                 | ↗1868                 | ↗2017                 |

В 1886 году в кочевье проживало (непостоянно) 2191 человек, все — азербайджанцы, по вероисповеданию — мусульмане-шииты.
Население преимущественно занимается выращиванием хлопка, зерна, бахчевых культур, животноводством.

## Климат
В селе полупустынный климат.

## Инфраструктура
В советское время в селе располагались средняя школа, медицинский пункт и библиотека.
В селе расположены средняя школа, библиотека, медицинский пункт, мечеть.